# ميخائيل كولي
ميخائيل كولي (بالإنجليزية: Michael Collie)‏ هو مقدم تلفزيوني وصحفي ومذيع أخبار بريطاني، ولد في 17 أغسطس 1966.